# 西特雷霍特 (印第安納州)
西特雷霍特（英語：West Terre Haute）是一個位於美國印地安納州維哥縣的城鎮。

## 人口
根據2010年美國人口普查的數據，西特雷霍特的面積為1.95平方千米，當中陸地面積為1.95平方千米，而水域面積為0.00平方千米。當地共有人口2236人，而人口密度為每平方千米1,147人。